# توماس جودي
توماس جودي (بالإنجليزية: Thomas Judy)‏ هو سياسي أمريكي، ولد في 19 ديسمبر 1804، وتوفي في 4 أكتوبر 1880. انتخب عضو مجلس نواب إلينوي.